# Frontz Antal
Frontz Antal (1889 – Budapest, 1928. november 18.) magyar bajnok labdarúgó, csatár, edző. Neve sokféleképp szerepel. Vezetékneve előfordul: Fronz, Franz alakban is. Az Antal helyett pedig sokszor becenevét a Dömét használta.

## Pályafutása

### Játékosként
Tagja volt az MTK 1907–08-as idényben bajnokságot nyert csapatának. 11 mérkőzésen szerepelt.

### Edzőként
1922 és 1925 között az MTK vezetőedzője volt. A sorozatban tíz bajnoki címet nyerő csapat utolsó három bajnoki címéhez járult hozzá edzőként. 1923-ban és 1925-ben magyar kupa-győztes is lett a csapattal. 1927-ig a Temesvári Kinizsinél tevékenykedett. Az 1927–28-as idényben a Bocskai FC vezetőedzője volt. 1928. április 2-án mondott fel a debreceni csapatnál. Úgy tervezte, hogy Veszprém dolgozik tovább, de október 12-én agyvérzést kapott és november 18-án elhunyt a ferencvárosi Szent István kórházban.

## Sikerei, díjai

### Játékosként
- Magyar bajnokság
  - bajnok: 1907–08

### Edzőként
- Magyar bajnokság
  - bajnok: 1922–23, 1923–24, 1922–25
- Magyar kupa
  - győztes: 1923, 1925
- Román bajnokság
  - bajnok: 1926–27